# 볼셰비키
볼셰비키(러시아어: большевики [bəlʲʂɨˈvʲiki][*], 문화어: 볼쉐비키)는 러시아 사회민주노동당에서 블라디미르 레닌이 인솔한 급진적 공산주의 분파이자 러시아 혁명에서 헤게모니를 장악하고 소련 공산당 창당을 주도한 정치세력이다.
1903년 러시아 사회민주노동당이 제2차 전당대회에서 급진파인 볼셰비키와 온건파인 멘셰비키로 분열함으로써 탄생하였다. 폭력에 의한 혁명, 중앙집권적 조직 통제, 노동계급 지도에서 소수 직업혁명가의 역량 확보, 마르크스주의에 대한 교조적 경제주의 및 기계주의 해석 타파, 노동자와 농민의 동맹 등을 주장하였다. 이 특징은 후신인 소비에트 연방 공산당과 소비에트 연방 공산당의 영향을 받은 다른 나라의 공산당에게 인계되었다.
러시아 내전 종전 후에도 소비에트 연방을 포함한 유럽 내에서 실질적·형식적으로 꾸준히 공산당 및 공산당 지지자를 가리키는 용어로 쓰였으며, 1952년 10월이후부터 이 명칭은 소비에트 연방 내에서 공식적으로 폐지되었다.

## 역사
블라디미르 레닌은 1902년 소책자 『무엇을 할 것인가?』(Что делать?)를 통하여 당시 러시아 사회민주노동당 다수가 갖고 있던 투쟁 방식을 비판하였다. 레닌은 특히 노동자가 주로 진행하는 임금 투쟁만으로는 혁명을 이룰 수 없다고 하였다. 그리고 노동자의 임금 투쟁에 의존하는 운동이 결국에는 독일 사회민주당의 사례와 같이 개량적이고 기회주의적인 경향을 낳을 수 있다고 경고하였고 이러한 임금 투쟁이 어떠한 혁명적 변화를 불러일으키는 주된 원인이 될 수 없다고 비판하였다.
이와 더불어 레닌은 러시아 사회민주노동당의 주요 이론가들이 독일 사회민주당의 합법주의에 빠져 있는 것을 강력히 비판하였다. 러시아 제국은 1861년 3월 3일 농노 해방령을 통하여 일부 자본주의적 소유 구조를 도입하였으나, 실질적으로는 봉건적 사회 구조를 유지하고 있었다. 농노 해방령 이후 노동자의 수는 증가하였고 명목상 노동조합 성립이 합법으로 되었으나, 노동자의 단체 행동권은 전혀 보장되지 않았다. 이러한 상황에서 독일식 합법주의에 기초한 사회주의자들은 노동자의 단체 행동권, 파업권 보장 등과 같은 자유주의 정책이 들어서게 되면 노동자들은 임금 투쟁을 더욱 가열차게 할 수 있고 그 결과 모든 것이 해결될 것이라고 여기고 있었다. 이런 이유로 인해 당시 수많은 사회주의자들은 러시아 제국 정부에 유화적인 태도로 노동자의 권리를 보장할 것을 요구한 것이다.
레닌은 자본주의 사회에서 노동자 투쟁이 합법적으로 보장받는다고 하더라도 그것은 어디까지나 자본가의 권력이 유지되는 선에서만 허용될 것이라고 하였다. 그는 단순히 합법적 활동을 모두 부정하는 방법론만으로는 혁명을 이룰 수는 없다는 것을 강조하였지만, 마르크스주의자는 합법의 영역과 비법(非法)의 영역을 나눠놓고, 매 상황에 따라 변칙적으로 이를 적용하여 최대한 혁명이 이루어질 수 있는 활동을 해야 한다고 주장하였다. 그리하여 레닌은 그것의 기반이 정당으로서 의회 내에서 투쟁하는 것보다는, 노동자 하위 조직을 단단히 조직하고 이러한 조직에서 마르크스주의를 널리 설파하여 노동자의 계급의식화를 강력히 형성해야 함을 주장하였다. 그리고 이러한 활동이 바탕이 되어야 의회 투쟁도 의미가 생긴다는 것이 『무엇을 할 것인가?』의 주된 논점이었다. 하지만 독일 사회민주당의 이론가인 에두아르트 베른슈타인의 영향을 받은 사회주의자들은 오로지 합법적 임금 투쟁과 의회 활동에 주력해야 함을 강조하였다. 시간이 흐를수록 러시아 사회민주노동당의 흐름은 크게 합법투쟁을 중점으로 하여 투쟁을 진행하자는 의견을 신봉하는 쪽, 그리고 모든 수단을 동원하여 투쟁을 진행하자는 의견을 신봉하는 쪽, 두 가지로 나눠졌다.

### 1903년 ~ 1905년
영국 런던에서 개최된 러시아 사회민주노동당 제2차 당대회에서 블라디미르 레닌은 율리 마르토프(Юлий Мартов, 1873 - 1923) 일파의 사상을 비판하였다. 이 시기부터 러시아 사회민주노동당은 공식적으로는 아니었으나, 실질적으로는 온건 파벌과 급진 파벌이 나눠지게 되었다. 일반적으로 여기서 온건 파벌은 멘셰비키, 급진 파벌은 볼셰비키라고 알려져 있다. 멘셰비키는 명확한 지도자가 없던 반면, 볼셰비키는 블라디미르 레닌을 중심으로 형성이 되었다. 볼셰비키의 뜻은 러시아어로 ‘다수파’(多數派)를 뜻한다. 이 명칭은 당 운영에 관련된 문제에 대한 중앙위원회의 투표에서 레닌의 입장을 따르는 중앙위원회 위원이 다수였기에 붙여진 명칭이다. 그러나, 러시아 사회민주노동당의 고위 간부 다수가 볼셰비키였다고 하더라도 전체 당원으로 따지면 1905년 기준으로 볼셰비키는 약 22%의 당원을 점하고 있었고, 멘셰비키는 45%의 당원을 점하고 있었기에 볼셰비키는 상대적으로 소수였다. 또한 여러 지역의 지구당에서 볼셰비키가 다수를 점하던 지역은 모스크바 지구당 뿐이었다. 레닌은 당시 당 운영에 관한 투표에서 자신의 의견을 따르는 중앙위원회 위원이 다수라는 것을 근거로 자파(自派)를 다수파로 명명하여 정치적 이점을 챙긴 것이다. 볼셰비키가 1912년 이전까지 러시아 사회민주노동당 내에서 다수를 점한 적은 없으며, 당이 공식적으로 갈라진 1912년 이후 볼셰비키는 멘셰비키와는 전혀 다른 별도의 정당이었다.
분열의 원인은 여러 가지가 있는데, 주된 원인은 당원 자격 문제였다. 율리 마르토프와 레온 트로츠키는 러시아 사회민주노동당이 일반적인 대중 정당으로서 기능할 수 있게 해야 함을 강조하면서, 중심 사상에서 하자가 없는 모든 개인을 받아들여야 한다고 주장했다. 반면 블라디미르 레닌과 게오르기 플레하노프는 당의 일정한 기관에 속하고 언제나 당의 지휘 명령에 복종하며 노동 계급의 전위(前衛)인 자만이 당원이 되어야 한다고 주장하였다. 또한 당원 자격 문제에 한해서 레닌은 플레하노프와 같은 뜻을 갖고 있었으나, 다른 문제에 있어서는 오히려 반대되는 성격을 갖고 있었다. 대표적으로 레닌은 프롤레타리아 독재의 정체성을 산업의 국유화와 이것을 노동 계급의 이익에 맞게 운영할 수 있도록 통제하는 혁명적 당의 역할에 두었으나, 플레하노프는 직장 노동자 집단에 의한 개별적 자치 통제에 두었다. 1904년 이 사안에 대하여 트로츠키는 레닌을 프랑스의 정치가이자 독재자인 막시밀리앵 드 로베스피에르(Maximilien de Robespierre)라고 비판하였다.
1905년 1월 22일 러시아 제국의 수도 상트페테르부르크에서 대규모 유혈 사태가 발생하였다. 이 사태는 훗날 피의 일요일이라고 불리게 되는데, 러시아 사회민주노동당 상트페테르부르크 지구당은 멘셰비키가 압도적인 다수였기에 볼셰비키는 이 투쟁에서 주도적인 역할을 하지 못 하였다. 그러나 이 사건은 멘셰비키의 투쟁 노선이 무색하다는 것을 시사하였다. 1905년 유혈 사태 이후 노동자와 빈민 등은 소비에트(сове́т)라는 자치 기구를 비공식적으로 러시아 사회 곳곳에 형성하였는데, 이 소비에트에서 볼셰비키파는 다수를 차지하였다. 이는 러시아 사회민주노동당 내에서 볼셰비키파가 소수였던 것과는 상반된 것이었다.

### 1906년 ~ 1917년
1905년 1월 22일 피의 일요일 사건의 여파로 인해 러시아 제국은 의회를 설치하였고 선거를 허용하였다. 그러나 이 선거 제도에서 투표권은 오로지 25세 이상 민간인 남성에게만 부여되었으며, 병사와 여성에게는 투표권이 부여되지 않았다. 1906년 3월 26일에 치루어진 첫 국가 두마 총선에서 러시아 사회민주노동당은 10석을 얻었는데, 이 시기 러시아 사회민주노동당은 의회 보이콧을 선언하였다. 레닌은 제1차 국가 두마를 보이콧한 것이 실수였다고 하였고, 국가 두마 보이콧을 포기하였다. 1907년 2월 20일에 열린 제2차 국가 두마 총선에서 러시아 사회민주노동당은 총 65석을 얻었다. 그러나 사회주의 세력이 의회에 존재하는 것을 좋지 않게 여겼던 니콜라이 2세는 6월에 의회(6월 쿠데타)를 강제 해산하였다.
니콜라이 2세는 선거 제도를 수정하였는데, 이 선거 제도는 사회민주노동당과 사회혁명당과 같은 좌익 세력이 강성한 곳의 지역구를 의도적으로 줄이고, 보수적인 성향이 강한 지역의 지역구를 높인 불공정한 제도였다. 같은 해 10월에 선거가 실시되었고, 러시아 사회민주노동당은 총 19석의 의석을 얻게 되었다.
1906년 스톡홀름에서 연합대회가 열리고, 1907년에 런던 대회가 개최되었으나, 국회에 대한 의견 차이 때문에 멘셰비키와 입장이 좁혀지지 않았다. 이 시기 레닌은 『농업문제와 소위 '마르크스비판’』(1907)을 통하여 사회주의 혁명 과정에서도 프롤레타리아는 소농, 영세농과 동맹을 할 수 있다는 주장을 하였는데, 이는 농민의 혁명성을 일체 인정하지 않던 멘세비키와 극렬히 반대되는 노선이었다.
1908년부터는 볼셰비키는 크게 블라디미르 레닌을 따르는 중앙파(中央派)와 알렉산드르 보그다노프를 따르는 전진파(前進派)로 나눠지게 되었다. 중앙파는 의회 내 볼셰비키와 소비에트를 전략적으로 활용하여 두마 의회에 직접적인 영향력을 행사하면서도 비합법적 활동도 병행해야 함을 강조한 반면, 전진파는 두마 의회를 보이콧하고, 일체의 비합법투쟁을 전개해야 한다고 보았다. 본래 볼셰비키당은 비밀결사의 형태를 갖고 있었고, 다른 사회주의 정당과는 달리, 극심한 탄압을 받고 있었기에 볼셰비키가 전면적으로 합법 활동을 진행하기란 불가능했다. 이런 이유로 인하여 두마 의회에 의존해야 한다는 의견은 볼셰비키 내에 존재하지 않았다. 철학적 입장도 상당히 달랐는데, 보그다노프는 마르크스주의를 기계론적 경험주의로 해석한 것이다. 보그다노프의 이런 입장은 그의 저서인 『경험일원주의』(Эмпириомонизм)의 내용으로 대표할 수 있었다. 레닌은 1909년 『유물론과 경험비판론』(Материализм и эмпириокритицизм)을 통하여 보그다노프의 이론이 영국의 부르주아 철학자인 조지 버클리(George Berkeley)의 입장과 독일의 생물학주의 철학자인 에른스트 마하(Ernst Mach)의 입장을 섞어놓은 사이비 마르크스주의에 다름 아니라고 비판하면서 마르크스주의에 대한 반영론(反映論)적 해석을 고수하였다.
1910년 러시아 제국 공안질서수호국(Охрана)의 탄압으로 볼셰비키, 멘셰비키 두 파벌 모두 고전을 면치 못 하자, 통합 논의(8월 블록)가 이루어졌다. 볼셰비키 내에서는 통합 찬성파인 빅토르 노르긴(Ви́ктор Ноги́н)이 통합을 주도하였으나, 레닌은 이에 소극적인 태도로 일관하였다. 결과적으로 통합 시도는 러시아 제국 공안질서수호국의 이간 공작과 두 파벌 사이의 의견 차이로 인해 실패하였으나, 본래 레닌은 멘셰비키와의 통합을 강력하게 반대하고 있었다는 것이 밝혀졌다. 레닌은 노르긴의 통합 노선에 별다른 반응을 보이지 않았지만, 비공식적인 자리에서 통합 반대의 의견을 냈다는 것을 여러 문건을 통해 확인할 수 있다. 레닌이 노르긴에 대하여 적극적으로 반대하지 않은 것은, 통합 노선이 비현실적이며 어느 한쪽에서 유의미하게 반대를 하고 있는 한, 절대 이루어질 수 없는 것이라고 여겼기 때문인 것으로 추정된다. 굳이 노르긴에 대한 공개적인 반대를 표명하여 볼셰비키에 모종의 분파가 생기게 하는 것은 레닌 입장에서 어리석은 행위에 불과하다고 여겨진 것이다. 또한 이러한 입장을 가졌음에도 불구하고 레닌은 볼셰비키 간부 다수로부터의 지지를 유지하고 있었다. 이를 보아 적어도 볼셰비키파의 주요 인원들은 처음부터 통합에 찬성하지 않았음을 짐작할 수 있다. 이후 의견은 계속 벌어지게 되었고 결국 1912년 완전히 독립적인 당(黨)임을 선언하였다.
1914년 제1차 세계 대전이 발발하자 볼셰비키는 전쟁에 적극적으로 반대했으며, 노동자 계급의 해방과 사회주의 혁명의 객관적 조건을 마련하기 위한 혁명 운동에 전념해야 한다고 주장하였다. 이에 반해 멘셰비키는 이 전쟁에 대해서 통일적인 입장을 갖지 못 하였다. 멘셰비키 당내 좌익의 경우 전쟁에 반대한 반면, 당내 우익은 전쟁에 찬성하여 조국방위주의를 주창하였기 때문이다. 사회혁명당도 마찬가지로 전쟁에 대한 통일적인 입장이 존재하지 않았다. 따라서 볼셰비키는 러시아 내에서 가장 공식적인 반전주의(反戰主義) 정당으로 여겨졌다.
이 시기 볼셰비키는 차르 체제를 파괴하기 위하여 기회주의를 배격하였고 국제적으로 수정공산주의(修正共産主義)와도 대립했다.
같은 시기 볼셰비키는 “빵, 토지, 평화를!”이라는 구호를 통하여 전쟁과 가난에 지친 수많은 대중을 볼셰비키의 지지자로 만드는 데에 성공하였다. 볼셰비키는 반전을 옹호하고, 호전적, 배외적인 사고를 극단적으로 비판하였으며, 러시아 제국의 차르와 군 장성을 전쟁 미치광이라고 맹렬히 비난하였다. 러시아 제국 공안질서수호국은 대중 사이에서 영향력을 행사하는 볼셰비키를 제압하기 위하여 볼셰비키를 독일의 간첩 집단이라고 선동하였으며, 전쟁에서 적국을 옹호하는 매국노 패당이라고 언론 선전을 하였으나, 전쟁으로 인한 고통이 더욱 컸기에 러시아의 대중의 볼셰비키 지지를 막지 못 하였다.
전쟁으로 인해 기반 시설이 붕괴된 동시에 최악의 실업과 빈곤을 경험하고 있던 러시아 제국의 군중은 결국 1917년 3월에 혁명을 일으켰고, 차르 권력은 폐지되었다. 한편 망명 중이었던 레닌은 급히 돌아왔고, 4월에 ‘4월 테제’를 발표하여 부르주아 혁명의 완수를 선언하였다. 그는 이 테제에서 프롤레타리아 혁명의 준비를 착수해야 한다는 뜻을 밝혔다. 이 선언의 여파로 러시아 사회민주노동당은 다시 여러 논쟁을 거치게 되었는데, 소비에트 내에서는 레닌의 4월 테제를 지지하는 흐름이 강하게 일어났기에 테제 발표 이후 오히려 볼셰비키의 세력이 증대하였다.
러시아 임시 정부가 본격적으로 수립되자, 임시 정부는 소비에트를 탄압하기 시작했다. 이러한 임시 정부의 조치로 인하여 소비에트는 더더욱 급진적인 성격을 가지게 되었으며, 소비에트 내 볼셰비키의 지분은 지속적으로 증가했다. 7월에 수도 페트로그라드를 중심으로 일어난 무력시위에 애초에는 반대했으나 시위가 시작되자 참가했다. 공산주의자들은 이를 두고, 볼셰비키가 유혈사태를 막아 때이른 봉기로 수도가 고립되고 혁명이 실패할 것을 막았다고 평가한다.
이후 멘셰비키의 대대적인 반(反)볼셰비키 캠페인으로 일시 열세(劣勢)로 떨어졌으나, 8월말 코르닐로프 반란을 전기로 하여 12월에는 30만 명의 당원으로 팽창하여 정권을 획득하는 데 성공하였다.(1917년 10월 혁명) 그러나 각 낙후 지역에 남아 있던 구 러시아 제국의 왕당파 및 반혁명 잔당은 백군을 조직하였고, 산발적으로 볼세비키 정부를 공격하였다.(러시아 내전)
레닌은 1917년 11월 러시아 임시정부 두마 의회 총선을 실시하였다. 멘셰비키는 2.6%의 지지를 받은 반면, 볼셰비키는 24%의 지지를 받으면서 총 180석의 의석을 얻었다. 제일 높은 지지를 받은 정당은 사회혁명당이었는데, 소비에트에 포함되지 않은 대다수의 군중은 사회혁명당을 지지하고 있었기 때문이다. 그러나 180석은 볼셰비키가 러시아에서 주도적인 역할을 하기에는 너무나도 부족한 의석이었다. 게다가 1917년 국가 두마 총선은 니콜라이 2세가 사회주의 정당을 집권하기 어렵게 만들기 위해 사회민주노동당이 강세인 지역의 지역구 수를 강제적으로 줄인 선거 제도(1907년 10월의 선거 제도)에서 유래한 총선이었다. 즉, 1917년 11월 국가 두마 총선은 러시아 사회민주노동당에게 실질·형식적인 페널티를 부여하는 불공정한 선거였다. 볼셰비키의 지도자인 레닌은 이러한 이유를 들어서 두마 의회를 강제 해산하였다. 러시아에서 패권을 잡은 볼셰비키당은 1917년 12월에 독일과 휴전 협정을 맺었고, 전쟁을 중단하였다.

### 1918년 ~ 1924년

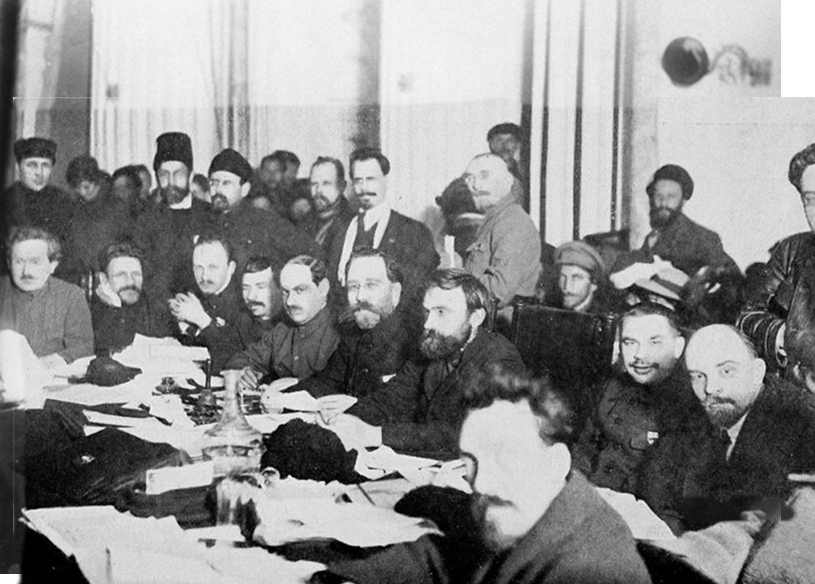
러시아 공산당 볼셰비키의 지도부(1920년)

독일과의 휴전 후 영토 협상이 곧바로 진행되었다. 여기서 볼셰비키는 1918년 3월에 우크라이나, 폴란드, 핀란드를 독립시키고, 발트 3국을 독일에 할양하는 조건으로 단독강화(單獨講和)를 맺은 후 전쟁에서 완전히 이탈하였다. 이러한 판단은 막 태어난 사회주의 정권을 수호하기 위한 조치였으나 미국, 영국, 프랑스, 일본 등의 연합국을 자극하였다. 이렇게 하여 과거 협상국 진영에 있던 대부분 나라가 러시아를 침략하였고, 러시아 내전은 더욱 큰 규모의 전쟁으로 팽창하게 된다.
1918년 7월 17일 볼셰비키는 러시아 반혁명 세력인 백파(白派)가 차르를 정치적으로 이용할 것을 염려하여 니콜라이 2세와 황제 일족을 모조리 총살하였다. 시신은 불태워졌고 오랜 시간이 지난 후에서야 발견이 되었다.
1919년 3월 2일 제3인터내셔널(코민테른)을 조직하여 공산주의의 수출을 시도하였다.
1919년 1월 12일 스파르타쿠스 동맹 봉기의 진압, 1919년 8월 1일에 헝가리 소비에트 공화국이 붕괴, 1920년 8월 25일 바르샤바 진공 실패 후 볼셰비키는 유럽 혁명에 상당한 회의감을 갖게 되었다. 그리하여 1920년에 코민테른 극동서기처(동양비서부라고도 한다)를 건립한 후 아시아 지역 혁명에 주력하였다. 볼셰비키당은 첫 번째로 중국 국민당을 지원하였고, 극동서기처의 요원 및 중국인 노동운동가를 주축으로 하여 1921년 중국 공산당 성립에 직접적인 관여를 하였다.
한편으로는 볼셰비키는 1920년 이후부터 극심해진 파업을 막기 위해 노동조합을 국가에 귀속한 후에 파업을 금지하였다. 이러한 조치로 인해 볼셰비키는 러시아 내 사회주의자 및 아나키스트 집단에게 거센 비판을 받았으며, 1921년 3월 7일에는 코틀린섬의 아나키스트 수병들이 군사 반란(크론시타트 반란)을 감행하였다. 볼셰비키는 즉시 군대를 보내 아나키스트들을 제압하였고, 기타 볼셰비키의 뜻에 맞지 않는 사회주의자도 탄압하기 시작했다. 볼셰비키 수뇌부는 이러한 반란이 극심한 경제난 때문이라는 것을 알고 있었다. 따라서 내전 시기에 피폐해진 경제를 복구하기 위해 1921년 신경제정책(NEP)를 실시했다. 1922년 10월 25일 러시아 내전에서 볼셰비키가 승리하였다. 이후 볼셰비키는 동유럽 및 유라시아 지역의 소비에트 공화국을 병합하여 소비에트 연방을 수립하는 데에 주도적인 역할을 했다.

### 1925년 ~ 1938년

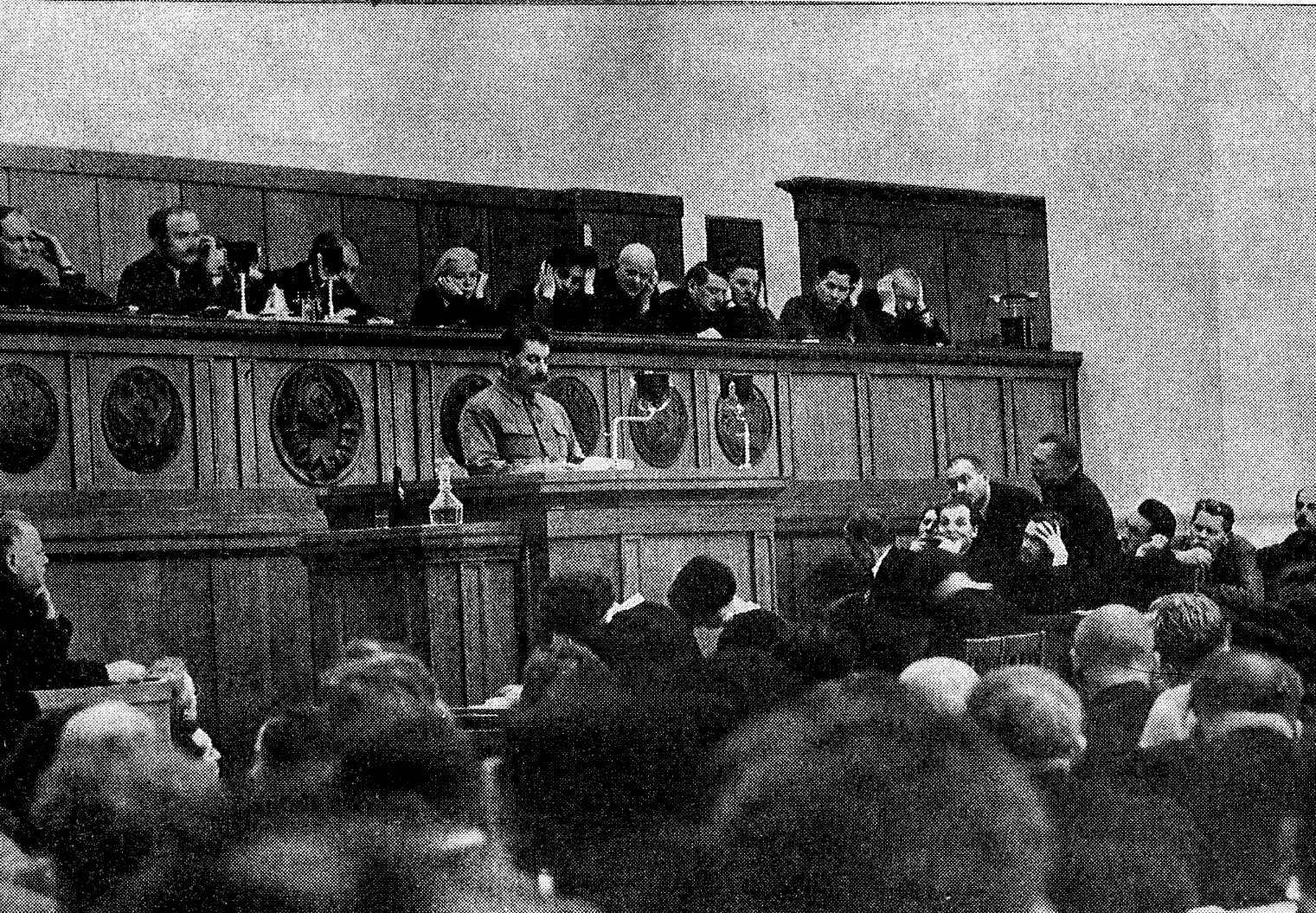
전연방 공산당 볼셰비키 제17차 중앙위원회(1934년)

1928년 7월 17일 제6차 코민테른 대회를 주도하였고 이 대회에서 공산주의자는 사회민주주의, 아나키즘, 카우츠키주의와 완전히 결별하여야 한다고 선언하였다.
1928년 10월 1일부터는 이오시프 스탈린의 지도를 통하여 본격적인 경제 계획을 주도하였는데, 이것이 제1차 경제 개발 5개년 계획이다. 이렇게 하여 볼셰비키는 소비에트 연방 경제의 대대적인 국유화 작업을 착수하였으며, 토지와 산업을 급진적으로 국유화하기 시작하였다. 1933년에는 제2차 경제 개발 계획을 실시하여 부자와 부농의 소멸을 1934년에 완수하였고, 전체 기업의 97%를 국유화하여 사회주의 계획 경제 체제를 완성하였다. 1938년에는 제3차 경제 개발 계획을, 1945년에는 제4차 경제 개발 계획을 실시·주도하였다.
외교적인 차원에서는 1934년 8월 2일 코민테른 7차 대회에서 게오르기 디미트로프를 중심으로 반파쇼인민전선론을 채택하였다. 1936년 스페인 내전에서 공화파인 인민전선을 지원하였다.
내부 정치적으로는 1937년 대숙청을 주도하여 소비에트 연방에 잠입한 첩자 및 당내에 존재하는 기회주의자, 수정주의자를 대규모로 제거하였다.
1938년 10월 1일에는 『볼셰비키당사』(Краткий курс истории ВКП-б)를 출판하였다. 이 서적은 볼셰비키당의 역사와 사상을 공식적 차원에서 규정하는 책자이다. 이 서적에서 볼셰비키당의 공식 이념을 ‘마르크스-레닌주의’로 정하였다.

### 1939년 ~ 1952년
1939년 8월 23일에는 독일-소련 불가침 조약을 통하여 나치 독일과 불가침 조약을 맺었다. 1941년 6월 22일 나치 독일의 기습 공격으로 독일-소련 전쟁이 발발하였으나, 볼셰비키는 이 전쟁에서 승리하여 1945년 전반을 걸쳐 동유럽 및 아시아 지역의 수많은 공산국가 성립을 주도하였다.
1951년 『소련 사회주의의 경제 문제들』(Экономические проблемы социализма в СССР)을 출판하여 1921년부터 이어온 볼셰비키당의 경제 정책을 정리하였고 이 과정 속에서 사회주의를 유지하고 공산주의로 나아갈 수 있는 경제 정책 일반을 정식화했다. 1951년을 기점으로 볼셰비키는 문화·소비·식량·주택에 관한 세부적이고 광범위한 복리증진 정책을 계획하기 시작했다. 1952년 10월 14일 제19차 당대회를 통하여 당명을 공식적으로 소비에트 연방 공산당이라 하여 볼셰비키라는 명칭은 공식적으로 소비에트 연방에서 사라지게 되었다.

## 내부 계파
러시아 사회민주노동당에서 생성된 계파인 볼셰비키는 1910년대 초반을 기점으로 내부 분파가 형성되었다. 혁명 전에는 레닌의 입장을 전적으로 지지하는 ‘중앙파’의 비율이 압도적이었기에 사실상 커다란 의미가 없었으며, 분파로서 기능하지 못 했다. 혁명 후에는 레닌의 건강이 악화된 1920년대 초반부터 권력 투쟁의 시작과 함께 거대한 분파도 일시적으로 형성됐다. 이 시기 분파는 그리고리 지노비예프, 니콜라이 부하린, 레프 카메네프, 레프 트로츠키, 이오시프 스탈린 사이의 권력 투쟁이라는 성격을 갖고 있었다. 1926년 이후에는 당내 분파 활동이 사실상 금지가 되었다. 대숙청 시기에 분파 행위 가담자는 종파 및 해당 행위자로 간주되어 숙청 대상이 되었다.

### 중앙파
레닌의 입장을 지지하는 계파를 당내에서 비공식적으로 ‘중앙파’라고 명명했다. 볼셰비키는 러시아 사회민주노동당에서 레닌의 입장을 지지하는 계파를 의미하기도 했으나, 볼셰비키 당내 의회 전술에 관한 입장에서 여러 이론가들 사이에 논쟁이 오갔고, 1909년을 기점으로 일정 분파가 형성되었는데, 이후 레닌의 입장을 지지하는 분파를 중앙파라고 부르게 된 것이다. 중앙파라고 불리게 된 이유는 볼셰비키당 중앙위원회 위원 중 대다수가 레닌의 입장을 지지하고 있었기 때문이다. 레닌 사후 권력 투쟁에서 스탈린은 스스로가 중앙파를 계승하였음을 논쟁을 통해 밝혔으나 이에 대한 학술적 논쟁은 아직도 진행 중이다. 1925년 이후 이러한 주장이 오랫동안 압도적인 지위를 갖춘 사실로 여겨진 이유는, 스탈린이 레닌과 대립을 거의 하지 않았으며, 우익반대파와 좌익반대파의 주요 일원이 레닌과 상당한 대립을 했다는 사실이 당시에 널리 알려져 있었기 때문이다.
1923년 이후 스탈린의 입장은 우익반대파와 좌익반대파의 입장이 섞여져 있는 입장이었다. 예를 들면, 스탈린은 마르크스주의를 기계론의 틀에 맞춰서 해석하는 데에 반대했으며, NEP에 대해 혁명의 수호를 위한 일시적인 조치라는 생각을 가졌다는 점에서 우익반대파와 상반된 입장을 가지고 있었다. 동시에 스탈린은 혁명에서 승리한 한 나라에서 사회주의 건설이 가능하다는 일국사회주의를 내세웠고, 사회주의 건설에서 노농동맹의 강화는 필수라고 여겼다는 점에서 좌익반대파와 상반된 입장을 가지고 있었다. 스탈린이 독자적으로 내세운 것은 협동조합을 기초 세포로 하는 농업 집산화를 통하여 산업 발전의 토대를 쌓자는 것이었는데, 이는 좌익반대파 이론가였던 예브게니 프레오브라첸스키의 중공업 우선주의 이론과는 다른 것이었다. 프레오브라첸스키는 농업을 산업 발전의 필수적인 요소라고 생각하지 않았다. 그래서 그는 농업의 생산력과는 관계가 없이 급속한 중공업 발전을 계획해야 한다고 주장한 것이다. 스탈린은 이러한 주장에 반대하였다. 그는 농업 집산화를 통해 농업 부문을 안정화하고 이 기초 위에서 중공업 우선주의를 채택해야 한다는 독자적인 비전을 제시하였다.

### 전진파 (1908년 ~ 1917년)
‘전진’(Вперёд, 前進)이라 불리는 이 분파는 볼셰비키 내에서 알렉산드르 보그다노프를 지지하는 집단과 러시아 사회민주노동당 ‘최후통첩파’(Ультиматисты)의 통합으로 형성된 분파이다. 정치적으로는 일체의 비합법 투쟁을 목표로 하고 있었으며, 의회의 전면적인 보이콧을 주장했다. 이는 의회를 전략적으로 이용해야 한다는 레닌의 입장과 갈등을 빚게 되었으며, 1908년부터 1912년까지 당내 논쟁에서 유의미한 수준의 의견을 낼 정도의 분파로 알려져 있었다. 인식론적으로는 마르크스주의를 기계론적 경험주의의 틀에 맞춰서 해석하는 입장을 갖고 있었는데, 레닌은 『유물론과 경험비판론』을 통해 이 입장을 혹독하게 비판했다. 전진파는 1912년에 이미 소멸 단계에 이른 분파였으나, 1917년 3월이 되어서야 공식적으로 중앙파에 완전히 흡수되었다.

### 좌익공산주의파 (1918년 ~ 1923년)
‘좌익공산주의파’(Левые коммунисты, 左翼共産主義派)는 브레스트-리토프스크 조약의 여파로 생겨난 분파인데, 여기에 속한 일원은 브레스트-리토프스크 조약에 반대하였다. 이들은 동시에 농민과의 동맹 철회 및 급진적인 산업화를 주장하였는데, 이는 로자 룩셈부르크의 주장과 일정 유사하기도 하였다. 좌익공산주의파는 혁명 전 시기에는 별다른 기능을 하지 못 하였으나, 1918년 이후 사회주의 경제 조직 형성 과정기에서 레닌의 중앙파와 잦은 다툼을 벌였다. 레닌은 협동조합을 통하여 점진적인 국유화 단행을 주장한 반면에, 좌익공산주의파는 협동조합 과정을 생략한, 전면적이고 급진적인 국유화를 주장하였다. 또한 ‘중농에 대한 중립화 정책’을 통하여 중농과 동맹해야 한다는 레닌의 입장과 달리, 좌익공산주의파는 빈농을 제외한 모든 농민을 수탈하여 사회주의 달성을 위한 본원적 축적을 달성해야 한다고 보았다. 블라디미르 레닌은 『좌익공산주의라는 소아병』(Детская болезнь "левизны" в коммунизме)을 통해 좌익공산주의파를 맹렬히 비판하였다.
레프 트로츠키도 좌익공산주의파에 속한 상태였으나, 좌익공산주의파 다수가 군사반대파를 흡수하는 것에는 반대하였다. 트로츠키는 군사반대파의 의견에 반대하고 있었기 때문이다. 군사반대파와의 통합 당시에 남았던 잔류파는 1923년에 좌익반대파를 결성하였다.

### 군사반대파 (1919년 ~ 1920년)
‘군사반대’(Военная оппозиция, 軍事反對)는 러시아 노농적군에 대한 통제력을 볼셰비키당이 확실히 거머쥐어야 한다고 주장하던 분파였다. 이 분파 일원의 대다수는 좌익 공산주의자로,  러시아 노농적군 내에 구 러시아 제국 군대의 장교를 참가시키는 것을 완강히 거부했으며, 정치장교 권한의 대대적인 강화를 주장했다. 군사반대파 다수는 좌익공산주의파에 가담하였으며, 민주집중파로 통합됐다.

### 노동자반대파 (1919년 ~ 1922년)
‘노동자반대’(Рабочая оппозиция, 勞動者反對)는 알렉산드르 실라프니코프와 알렉산드라 콜론타이 주도로 결성된 분파이다. 레닌과 트로츠키의 권위주의적 기업 운영 모델에 반대하고, 기업을 노동자가 자주적으로 관리해야 한다는 것을 주장했다. 특히 국제적으로는 서유럽 노동조합과 적극적인 교류를 하여, 노동조합 위주의 혁명을 이어나가야 한다는 입장을 갖고 있었으며, 노동조합의 국가 기관화라는 트로츠키의 주장에 격렬하게 반대하였다. 볼셰비키 내에서 극소수를 점하고 있었으며, 좌익공산주의파와 부하린 일파와는 일절 연합을 하지 않았기에 독립적인 성향이 강하였다.

### 민주집중파 (1919년 ~ 1926년)
좌익공산주의파 다수는 1919년 3월에 군사반대파를 흡수하여 ‘민주집중’(демократического централизма, 民主集中)이라는 분파를 구성하였다. 1921년에는 신경제정책을 반대하였으며, 전시공산주의(戰時共産主義)를 유지해야 한다는 입장을 내보였다. 1923년 러시아 공산당 내 권력 투쟁에서 민주집중파 다수는 좌익반대파로 나아갔고, 극소수는 여러 분파로 흩어졌다. 권력 투쟁에서 승리한 스탈린이 이 분파에 속한 당원의 대대적인 추방 및 출당 조치를 실시하였고 1926년에 공식적으로 소멸하였다.

### 우익반대파 (1921년 ~ 1930년대)
‘우익반대’(Правая оппозиция, 右翼反對)는 볼셰비키 우익으로, 좌익공산주의파를 원류로 하는 민주집중파에 대항하기 위해 형성된 분파이다. 이들은 주장은 크게 ‘사회주의 건설’, ‘농업 생산 문제’, ‘인식 이론’이라는 세 가지 테마로 나눠져 있었다. 이들은 유럽으로까지 혁명을 확대하지 않아도 한 국가의 사회주의 건설이 가능하다는 입장을 갖고 있었다. 그리고 이러한 사회주의 건설을 시도하기 위해서는 안정적인 농업 생산이 뒷받침되어야 하는데, 그것을 농업 부문의 부분적 자유화를 통해 이룰 수 있다고 주장하였다. 농업 부문의 자유화는 노농동맹을 강화하여 사회주의를 촉진할 수 있을 것이라고 하였다. 그리하여 우익반대파는 농민의 보수적인 요구를 볼셰비키당이 받아들여야 한다고 주장했다. 인식 이론으로는 기계론의 입장을 갖고 있었는데, 이 입장은 전진파의 이론가였던 알렉산드르 보그다노프의 경험주의 이론과 유사하였다.
우익반대파의 주요 이론가는 니콜라이 부하린과 알렉세이 리코프였으며, 1921년 신경제정책(NEP) 실시에서 주도적인 역할을 하였다. 레닌과의 대립은 좌익공산주의파에 비해 훨씬 적었으나, 장기적인 경제 운용에서 입장 차이는 존재하였다. 1923년 트로츠키에 대항하는 과정에서 스탈린은 우익반대파와 연합을 하였다.
1926년에 스탈린은 당내 분파 활동을 금지하고 대다수의 분파를 해산하였으나, 우익반대파를 “볼셰비키당 내부의 지도부 야당 역할을 해야 한다.”는 목적 아래에 해산하지 않았으며, 코민테른 내에서도 일정 영향력을 행사할 수 있도록 허용하였다.
1928년에 제1차 경제 개발 5개년 계획에서 우익반대파에 속한 일부 일원들과 스탈린 중앙파는 서로 몇 가지 의견 차이를 갖게 되었는데, 특히 농업 집산화 부문에서 많은 갈등이 있었다. 그러나 당시 우익반대파는 통일된 입장을 갖고 있지 않았다. 니콜라이 부하린은 1928년 9월 30일 『어느 경제학자의 일기』를 통하여 스탈린의 농업 집산화에 반대하였고, 부농을 옹호하였다. 스탈린은 1929년 11월 17일에 니콜라이 부하린을 전연방 공산당 정치국원에서 제명하였다. 이후 영향력이 급속도로 약해졌으며, 1930년대 말에 완전히 소멸하였다.

### 좌익반대파 (1923년 ~ 1927년)
‘좌익반대’(Левая оппозиция, 左翼反對)는 볼셰비키 좌익으로, 1923년 이후부터 시작된 소비에트 연방 국가 운영 논쟁에서 좌익공산주의파의 입장을 계승한 볼셰비키의 분파를 의미한다. 본래 좌익반대파는 레프 트로츠키가 결성한 것이 아니었으나, 주요 주장이 트로츠키의 주장으로 쏠리면서, 실질적으로 트로츠키가 이끄는 분파가 되었다. 주요 요구는 1918년에 형성된 좌익공산주의파의 입장을 전제로 하고 있으며, 여기에 ‘관료주의 타파’와 ‘유럽으로의 혁명 전선 확대’라는 트로츠키의 입장이 가미된 상태였다. 권력 투쟁이 본격적으로 진행되던 시기에 좌익반대파는 스탈린, 지노비예프, 카메네프가 당을 관료주의의 늪으로 이끌고 있다고 비판하였다. 스탈린의 분파가 거대해지자 지노비예프와 카메네프는 1926년에 좌익반대파에 가담하여 스탈린을 견제했으나, 때는 이미 늦은 후였다. 스탈린은 같은 해 말에 분파 활동을 금지하였기에 좌익반대파는 공식적으로 1926년에 해산되었으나 당내 몇몇 인사는 트로츠키를 중심으로 암묵적인 파벌을 형성한 상태였다. 실질적으로 해산된 시점은 좌익반대파 지도자였던 트로츠키가 ‘극악한 종파 행위’에 가담한 죄로 당에서 제명당한 시점인 1927년이다.

## 명칭
1952년까지 명칭이 여러 번 바뀌었는데 바뀌었던 명칭은 다음과 같다.
- 1903년 8월 러시아 사회민주노동당 볼셰비키(러시아어: Российская социал-демократическая рабочая партия-большевиков)로 시작하였다.
- 1918년 3월 러시아 공산당 볼셰비키(러시아어: Российская коммунистическая партия-большевиков)로 개명하였다.[29]
- 1925년 12월 전연방 공산당 볼셰비키(러시아어: Всесоюзная коммунистическая партия-большевиков)로 개명하였다.[30]
- 1952년 10월 볼셰비키라는 명칭을 공식적으로 폐지했으며, 소비에트 연방 공산당(러시아어: Коммунисти́ческая па́ртия Сове́тского Сою́за)으로 개명하였다.

## 볼셰비키와 관련된 음모론
제1차 세계 대전 시기 볼셰비키는 러시아 제국 내에서 가장 과격하게 반전을 내세웠으며, 소비에트에서 영향력을 빠르게 넓히고 있었다. 이러한 결과로 러시아 제국 공안질서수호국은 볼셰비키를 독일의 첩자 및 러시아의 매국노 집단으로 만들어야 했다. 그래서 수많은 음모론을 퍼트렸는데, 대표적으로 “볼셰비키는 미국 유대 자본의 지원을 받는 유대인의 하수인들이다.”(반유대주의 선전), “볼셰비키는 독일 제국에서 만든 비밀 조직이며, 레닌은 독일 제국 전쟁 수뇌부의 요원이다.” 등이 그것이다. 이러한 음모론적 프로파간다는 제1차 세계 대전 종전 이후에도 유럽 내에 상당히 퍼지게 되었으며, 제2차 세계 대전 시기까지 존재했다. 대표적으로 아돌프 히틀러는 위와 같은 음모론들 중 반유대주의에 관련된 음모론을 굳게 믿고 있었으며, 볼셰비키 정부를 유대인의 세계 정복 야욕의 결과라고 봤다.
그러나 이후 역사에서 드러난 것처럼, 볼셰비키당과 이들이 세운 소비에트 연방은 미국에 대항했음은 물론, 중동 전쟁 시기에는 범아랍주의 세력을 도와 반(反)이스라엘 정책을 펴는 등, 오히려 음모론과 상반되는 행보를 이어갔다.

## 역대 선거 결과

### 러시아 국가 두마 의회 총선
| 년도        | 의석 수   | 득표수     | 득표율        | 참여 여부             |
| ----------- | --------- | ---------- | ------------- | --------------------- |
| 1906년      | 10 / 497  | -          | 알려지지 않음 | 불참(멘셰비키와 합동) |
| 1907년 2월  | 65 / 518  | -          | 알려지지 않음 | 참여(멘셰비키와 합동) |
| 1907년 10월 | 19 / 509  | -          | 알려지지 않음 | 참여(멘셰비키와 합동) |
| 1912년      | 7 / 442   | -          | 알려지지 않음 | 참여(멘셰비키와 분리) |
| 1917년      | 180 / 767 | 10,661,000 | 24%           | 의회 해산             |

### 최고 소비에트 연방회의 총선 (하원)
| 년도   | 의석 수   | 득표수      | 득표율 |
| ------ | --------- | ----------- | ------ |
| 1937년 | 461 / 569 | 89,844,271  | 99.3%  |
| 1946년 | 576 / 682 | 100,621,225 | 99.2%  |
| 1950년 | 580 / 678 | 110,788,377 | 99.7%  |

### 최고 소비에트 민족회의 총선 (상원)
| 년도   | 의석 수   | 득표수      | 득표율 |
| ------ | --------- | ----------- | ------ |
| 1937년 | 409 / 574 | 89,063,169  | 99.4%  |
| 1946년 | 509 / 657 | 100,603,567 | 99.2%  |
| 1950년 | 519 / 638 | 110,782,009 | 99.7%  |

## 같이 보기
- 러시아 사회민주노동당
- 멘셰비키
- 볼셰비즘
- 블라디미르 레닌
- 마르크스-레닌주의
- 레닌주의
- 소비에트 연방

## 참고 자료
- 이 문서에는 다음커뮤니케이션(현 카카오)에서 GFDL 또는 CC-SA 라이선스로 배포한 글로벌 세계대백과사전의 내용을 기초로 작성된 글이 포함되어 있습니다.